# Lidia Montanari
Lidia Montanari (* 11. Januar 1948 in Rom; † 6. November 2018 in Ostia) war eine italienische Schauspielerin und Filmregisseurin.

## Leben
Nach Studien an der Akademie der Schönen Künste in Rom und dem Besuch der Schauspielschule von Alessandro Fersen spielte Montanari ab 1972 am Theater; sie war in Le 120 giornate di Sodoma (Regie: Giuliano Vasilicò) ebenso zu sehen wie in Risveglio di un primavero und Cavalcata sul lago di Costanza e Eliogabalo, jeweils unter der Regie von Memè Perlini. Auch weitere Inszenierungen wie Der Kaufmann von Venedig und Cartopline italiane entstanden in dieser Zusammenarbeit. Nur sehr gelegentlich spielte sie in Kinofilmen. In Ko-Autorenschaft (Drehbuch, Kamera, Regie, Darstellung) mit Giorgio Lòsego entstand der kaum in den Verleih gelangte Castighi im Jahr 1985. Eine zweite Arbeit folgte vier Jahre später mit Le stelle fredde. Im neuen Jahrtausend drehte Montanari Serienfolgen und Fernsehfilme.

## Filmografie (Auswahl)
- 1985: Castighi
- 1989: Le stelle fredde